# Castlevania: Portrait of Ruin
Castlevania: Portrait of Ruin, известная в Японии, как Akumajō Dracula: Gallery of Labyrinth — это видеоигра в жанре платформер с элементами Action, созданная и выпущенная компанией Konami в 2006 году. Portrait of Ruin оказалась первой игрой из серии Castlevania, включавшей в себя так называемый «кооперативный» режим, в котором могло участвовать несколько игроков, а также первой игрой из этой серии, одновременно выпущенной на переносной консоли и озвученной на английском языке.
Действие игры происходит в Европе 1944 года, во время Второй мировой войны, и продолжает историю Castlevania: Bloodlines. Игра представляет нам новых персонажей и злодеев, равно как и новый геймплей, основанный на управлении двумя персонажами.
Игра была переиздана как часть Castlevania Dominus Collection 27 августа 2024 года для Nintendo Switch, PlayStation 5, Windows и Xbox Series X вместе с Castlevania: Dawn of Sorrow, Castlevania: Order of Ecclesia и Haunted Castle Revisited.

## Геймплей
Portrait of Ruin, как и большинство игр серии Castlevania, двухмерна и имеет так называемый вид «сбоку». Одна из главных особенностей геймплея этой игры заключается в том, что игрок может свободно переключаться между обоими персонажами, Джонатаном и Шарлоттой. Это во многом напоминает «Режим Джулиуса» из Castlevania: Dawn of Sorrow. Персонажи могут соединять свои силы для получения более мощной атаки — «Dual Crush», кроме того, их объединённые способности нужны для решения некоторых загадок в определённых частях замка (Например, игроку придется использовать обоих персонажей при поездке на мотоциклах и время от времени переключать их так, чтобы каждый сумел уклониться от каких-либо препятствий).
Кроме самого замка Дракулы, Джонатан и Шарлотта изучают другие места, такие, как египетские пустыни и город Лондон. Возможно это благодаря картинам, расположенным в самом замке. Во время игры герои встретят 155 различных монстров, которые записывается в особом бестиарии. Появится немалое количество врагов из предыдущих игр серии, выступающих как простые враги или же боссы. По мере изучения замка и картин герои изучат новые способности и получат предметы, которые позволят им попасть в другие зоны замка.
Как предыдущие игры серии, Portrait of Ruin включает в себя большое количество концовок. В частности, она имеет две концовки. В обоих Джонатан и Шарлотта останавливают процесс воскрешения Дракулы, но одна из концовок является «плохой», так как основные цели в ней не выполняются. Во второй же, «хорошей» концовке, в которой эти цели выполняются, игрок получает возможность изучить ещё несколько картин, и именно эта концовка считается каноничной.

### Альтернативные режимы игры
Portrait of Ruin включает в себя несколько режимов игры; 4 режима на одного игрока (прохождение основной истории) и так называемый «Боссовый» режим на 1 или же 2 игроков. Правда, в экстра-режимах нельзя использовать какие-либо предметы (Кроме предметов, повышающих лимит здоровья и маны). В начале доступен лишь оригинальный режим «истории», который игрок проходит за Джонатана и Шарлотту. После получения лучшей концовки игрок открывает своеобразный пролог к истории, «Sisters Mode», и «Boss Rush Mode». Также прохождение основного режима дает игроку возможность увеличить сложность игры, добавить лимит уровня к новой игре и начать игру со всеми найденными до того предметами и способностями. Если игрок также выполнит определённые требования во время прохождения, он откроет «Richter Mode» и «Old Axe Armor Mode».
В «Sisters Mode» игрок управляет Стеллой и Лореттой Лекард. Этот режим служит своеобразным прологом к истории Джонатана и Шарлотты. У сестер несколько другое управление, нежели у других персонажей (Их атаки производятся через стилус). Лоретта использует магию льда, направляемую стилусом, в то время как Стелла способна наносить урон врагам, на которых наведен тот же стилус. Сестры не достигают Дракулы, так как их история заканчивается, когда они попадают в картину с Браунером.
«Richter Mode» позволяет игроку управлять молодыми Рихтером Бельмонтом и Марией Ренард (В европейской и американской локализациях Portrait of Ruin они впервые появляются как играбельные персонажи). Они начинают со всеми теми способностями, которые Джонатан и Шарлотта получают по мере прохождения игры, и поэтому могут свободно изучать замок с самого начала игры.

Boss Rush Mode во всей своей красе.

В «Old Axe Armor Mode» игрок управляет одним из монстров — Старой Броней с Топором. Так как в этом режиме участвует лишь один персонаж, переключение невозможно. Кроме того, у персонажа отсутствуют какие-либо заклинания и в наличии лишь два второстепенных вида оружия.
«Boss Rush Mode» отделен от главной игры и является режимом «на время». Режим подразделяется на 3 стадии, хотя в начале игры выбрать можно лишь одну. Другие две становятся доступными лишь после прохождения игры. Каждая стадия — это серия комнат, в каждой из которых босс или же несколько монстров. В зависимости от скорости прохождения этих комнат игроку дается награда. Также в этом режиме могут участвовать 2 игрока.

### Кооперативные режимы
Portrait of Ruin — это вторая игра в истории серии Castlevania, в которой присутствует кооперативный режим с несколькими игроками. Игроки могут общаться и взаимно воздействовать друг на друга через «Co-op Mode» или же «Shop Mode». К обоим режимам можно присоединиться с помощью беспроводной сети или же с помощью Nintendo Wi-Fi.

## Сюжет
Действие Portrait of Ruin происходит во вселенной серии Castlevania. Главный аспект игры заключается в противоборстве между охотниками на вампиров из клана Бельмонтов и бессмертным вампиром графом Дракулой. История игры берет начало в замке Дракулы в 1944 году, в Европе. Кроме самого замка, главные персонажи изучают различные картины, созданные вампиром-художником Браунером, нынешним хозяином замка. Картины Браунера — своеобразные порталы в новые зоны, находящиеся, по выражению самой Шарлотты, внутри самих картин.

### Персонажи
Игра представляет новых персонажей — Джонатана Морриса и Шарлотту Олин. Джонатан обладает хлыстом, «Убийцей Вампиров», который был передан ему его отцом, Джоном Моррисом. Он — энергичный, восемнадцатилетний подросток, который не любит сильно усложнять вещи, в отличие от его шестнадцатилетней напарницы, Шарлотты Олин, мага и потомка клана Бельнадес. Шарлотта умна и часто полагается на знания, почерпнутые ею из книг. Им помогают два персонажа: священник Винсент Дорин и призрак, назвавший себя Ветром, когда герои впервые его встретили. Винсент выступает в роли продавца и продает различные виды оружия и зелья. Ветер же дает возможность героям изучить новые способности и получить экипировку в обмен за выполнение различных заданий.
В Portrait of Ruin выступают многие антагонисты из предыдущих игр серии, кроме того, появляются три новых отрицательных персонажа. Главный злодей — это граф Дракула, с которым игроку придется сражаться дважды, в первый раз он сражается вместе со своим вечным слугой — со Смертью, во второй раз — после того момента, когда Смерть отдает ему свою душу — как Истинный Дракула, в виде огромного крылатого демона.
Новые же злодеи — три вампира, взявшие замок под свой контроль. Их ведет Браунер, довольно старый вампир, который воссоздал замок Дракулы, используя души умерших во Второй мировой войне. Он планирует использовать силу замка для уничтожения человечества, которое он ненавидит, потому что то отняло у него его семью. С ним также две сестры-вампирши, Стелла и Лоретта. Стелла более сильна и эмоциональна, и она специализируется на физических атаках, в то время как Лоретта, более спокойная, нежели Стелла, использует магию льда. С тех пор как они стали вампиршами, они верят, что Браунер — их отец.

### История
До начала игры две сестры, Стелла и Лоретта, прибывают к замку Дракулы в поисках отца, Эрика Лекарда. Когда они, обыскав весь замок, попадают в студию Браунера, они видят своего отца, побежденного вампиром. Увидев сестер, Браунер немедленно превращает их в вампирш. Через некоторое время, в начале игры, Джонатан и Шарлотта подходят к вратам замка и встречают там Винсента. Позже, в самом замке, герои встречают призрака. После небольшого разговора призрак обещает помочь им. Там же герои находят Винсента, который решил взять на себя роль продавца. Вскоре после этого, Джонатан и Шарлотта находят одну из магических картин. Так как они не смогли уничтожить её снаружи, они отправились внутрь неё. Там они находят стража картины, Дюллахана. Вскоре после его уничтожения появляется одна из вампирш-сестер, Лоретта, и с презрением говорит о гораздо большем количестве картин, а также о том, что усилия героев ни к чему не приведут. Позже, внутри второй картины, герои находят самого Браунера и обеих сестёр. Сестры желают сразиться, но Браунер, считающий Смерть, недавно появившуюся в замке, более серьёзной опасностью, останавливает их, и трое злодеев уходят.
Джонатан и Шарлотта встречаются со Стеллой в основании Башни Смерти, и, после своего поражения и ухода, Стелла случайно оставляет на поле боя свой медальон. Открыв его, Шарлотта находит фотографию сестер с Ветром, и герои решают спросить самого ветра о медальоне. Ветер называет своё истинное имя, Эрик Лекард, и рассказывает, что сестры — не дети Браунера, а его дети. Позже Джонатан и Шарлотта противостоят Смерти, который, хотя и не хочет соотносить себя с Браунером и не хочет сражаться, но, тем не менее, вступает в битву. После своего поражения Смерть исчезает. Позже же, когда герои достигают одной из высочайших башен замка, они находят мощный барьер, созданный Браунером и закрывающий проход в тронный зал.
После долгих поисков в картинах, герои все-таки нашли мощнейшее исцеляющее заклинание — «Sanctuary». Во время битвы с сестрами-вампиршами Шарлотта использует это заклинание и очищает сестер от вампиризма. Стелла и Лоретта возвращаются в мир смертных весьма ослабленными, их сил не хватает даже на то, чтобы стоять. Тем не менее, Стелла все же открывает магическую дверь во вторую галерею Браунера. Кроме того, сестры предлагают Джонатану провести ритуал, который откроет истинную силы «Убийцы Вампиров» (до того Джонатан не мог его использовать). Суть ритуала заключалась в том, что Джонатану предстояло сразиться с памятью о последнем Бельмонте, несшем кнут — памятью кнута о Рихтере Бельмонте. Джонатан с успехом проходит ритуал и оба героя идут в галерею Браунера. В ней они видят четыре картины, во многом похожие на те четыре, которые герои уже видели в замке, но гораздо темней и жутче. Пятая же картина, ведущая в студию Браунера, закрыта.
Джонатан и Шарлотта изучают все четыре картины, в которых они встретились с монстрами, которые часто ассоциируются со всей серией Castlevania — Создание Франкенштейна, Медуза Горгона, Акмодан II и Оборотень. Впрочем, скоро картины уничтожаются, и герои получают проход в пятую картину. Там они находят Браунера, дорисовывающего свою последнюю картину — картину уничтожения человечества. Когда Браунер узнает об исцелении своих «дочерей», он в ярости бросается в битву. Впрочем, Джонатан и Шарлотта побеждают, но не решаются добить его. В этот момент появляется Смерть, который одним взмахом косы перерезает Браунеру горло и тем самым уничтожает картину, закрывавшую проход в тронный зал. Смерть направляется в тронный зал к воскрешению графа Дракулы, в то время как герои идут в тронный зал для свершения своей последней миссии — битвы с ним.
Но перед тем как они оказались в состоянии хотя бы ударить его, на сцену вновь выходит Смерть. Он предлагает графу объединить с ним свои силы. Дракула соглашается, и оба злодея решают атаковать вместе. Впрочем, героев это не останавливает, и Дракула, после поглощения души Смерти, превращается в огромное исчадие ада. Но после долгой, изнурительной битвы герои все-таки побеждают Дракулу. Замок рушится, и все персонажи — Стелла, Лоретта, Джонатан и Шарлотта — смотрят на его руины. В этот момент появляется Ветер, который перед своей окончательной смертью решается поговорить с дочерьми. После недолгого разговора он исчезает, а сестры внезапно вспоминают про Винсента. Они бросаются на его поиски, в то время как Винсент, тоже вовремя сбежавший из замка, пытается их догнать.

## Отзывы
| Сводный рейтинг       | Сводный рейтинг |
| Агрегатор             | Оценка          |
| --------------------- | --------------- |
| GameRankings          | 84,98 %         |
| Metacritic            | 85/100          |
| Иноязычные издания    |                 |
| Издание               | Оценка          |
| AllGame               | [ 3 ]           |
| Eurogamer             | 7/10            |
| Game Informer         | 9/10            |
| GameSpot              | 8,3/10          |
| IGN                   | 8,9/10          |
| X-Play                | [ 8 ]           |
| Yahoo! Games          | [ 9 ]           |
| Русскоязычные издания |                 |
| Издание               | Оценка          |
| Gameplay              | 2,5/5           |

Portrait of Ruin получила как довольно критические, так и высокие оценки.